# Маккарти, Алекс
Алекс Саймон Маккарти (англ. Alex Simon McCarthy; родился 3 декабря 1989 года, Гилфорд, Англия) — английский футболист, вратарь клуба «Саутгемптон». Воспитанник футбольной академии «Рединга». В 2010—2011 годах выступал за сборную Англии до 21 года. С 2013 года неоднократно вызывался в национальную сборную Англии, в ноябре 2018 года провёл за неё свой первый матч.

## Клубная карьера

### «Рединг»

#### Молодёжная команда и аренды
Заниматься футболом Маккарти начинал в школе клуба «Уимблдон», оттуда перевёлся в «Уиком Уондерерс» и уже в шестнадцатилетнем возрасте пришёл в академию «Рединга». В молодёжной команде клуба Алекс провёл два сезона, в первом сыграл 16 матчей, во втором — 26. В академии его партнёрами были Гильфи Сигурдссон, Джем Кэракан, Алекс Пирс, Саймон Черч и Хэл Робсон-Кану, впоследствии ставшие важными игроками для первой команды «Рединга».
Свой первый опыт игры на взрослом уровне Маккарти получил в августе 2007 года, когда его на один матч отдали в аренду клубу «Уокинг», чтобы он подменил травмированного вратаря в матче Футбольной Конференции с «Солсбери Сити». Игра завершилась поражением его команды со счётом 1:2. В марте 2008 года Алекса отправили в ещё одну аренду, на этот раз в «Кембридж Юнайтед», где он также сыграл всего один матч, 29 марта против «Киддерминстер Харриерс», в котором пропустил три гола. В июле того же года Маккарти заключил с «Редингом» свой первый профессиональный контракт.
23 октября 2008 года Маккарти отправился в краткосрочную аренду в «Тим Бат», где из-за травм выбыли сразу два вратаря. Он дебютировал в команде через два дня в матче квалификации Кубка Англии против «Солсбери Сити» и помог команде пройти дальше, сохранив свои ворота в неприкосновенности. Алекс сыграл и в следующем раунде кубка с «Форест Грин Роверс», где футболисты «Тим Бат» уступили. Всего в этой аренде Маккарти сыграл четыре матча. 2 феврале 2009 года Алекс был отдан в месячную аренду клубу Второй лиги «Олдершот Таун». Он дебютировал 14 февраля в матче против «Эксетер Сити», который его команда проиграла со счётом 2:3. До конца аренды он сыграл ещё три матча и в марте вернулся в «Рединг».
24 июля 2009 года Маккарти отправился в шестимесячную аренду в клуб «Йовил Таун», выступавший в Первой лиге. Он сразу стал основным вратарём команды и дебютировал за неё 8 августа в матче с «Транмир Роверс», в котором «Йовил» одержал победу со счётом 2:0. 12 сентября в матче со «Стокпорт Каунти» Алекс был впервые в карьере удалён в поля, после того как на 20-й минуте нарушил правила в своей штрафной. После отбытия дисквалификации он снова занял место в воротах. Его арендное соглашение продлевалось в январе 2010 года, затем в феврале, и наконец 24 марта было объявлено, что Маккарти остаётся в «Йовиле» до конца сезона. Всего в своей первой долгосрочной аренде он сыграл 44 матча в чемпионате, в 12 из которых сохранил свои ворота «сухими».
Вернувшись в «Рединг» после завершения аренды, Маккарти заключил с клубом новый контракт на три года. 12 августа 2010 года Алекс вновь отправился в аренду в Первую лигу, на этот раз его отдали «Брентфорду». Первый матч за этот клуб он сыграл уже через два дня против «Уолсолла» и пропустил два гола. Маккарти провёл ещё два матча за «Брентфорд» и уже 31 августа вернулся в родной клуб, после того как его заменили на Бена Хеймера, также арендованного у «Рединга».

#### Основной состав
После возвращения из «Брентфорда» в сентябре 2010 года Маккарти стал вторым вратарём «Рединга», в то время выступавшего в Чемпионате Футбольной лиги после Адама Федеричи. Полгода он провёл на скамейке запасных и впервые сыграл только 19 февраля 2011 года, заменив травмировавшего колено Федеричи за шесть минут до конца матча с «Уотфордом». Пока основной вратарь залечивал травму, Алекс заменял его в воротах «Рединга». При нём команда выдала серию из 12 матчей без поражений, выиграв девять из них. 1 марта Маккарти отстоял свои ворота в неприкосновенности в кубковом матче с «Эвертоном», отразив во время игры сложный удар Джермейна Бекфорда. Этот сейв Алекса Кевин Киган назвал лучшим из тех, что он когда-либо видел. В марте 2011 года Маккарти получил от Футбольной лиги приз лучшему молодому игроку месяца. Алекс продолжал играть в основном составе до конца апреля, когда уступил место в воротах восстановившемуся Федеричи.
В новом сезоне 2011/12 Маккарти вновь довольствовался ролью резеревного вратаря. Для получения игровой практики 4 ноября 2011 года его отправили в аренду в «Лидс Юнайтед» в качестве замены травмированному Энди Лонергану. Через два дня Алекс дебютировал в матче с «Лестер Сити», который его команда выиграла со счётом 1:0. Маккарти не пропускал голов и в последующих матчах с «Ноттингем Форест» и «Миллуоллом», благодаря чему выиграл конкуренцию у Лонергана, когда тот восстановился после травмы. Алекс стал героем матча с «Уотфордом» 10 декабря, на последних минутах которого он отразил пенальти. После завершения изначальной месячной аренды клубы договорились о продлении соглашения ещё на месяц. В начале 2012 года Маккарти вернулся в «Рединг» и заключил с клубом новый трёхлетний контракт. 9 января он вновь отправился в аренду, на этот раз в «Ипсвич Таун» до конца сезона. 11 января Алекс дебютировал в новом клубе в матче с «Бирмингем Сити». 21 января он вернулся на домашний стадион «Лидса» «Элланд Роуд» уже в качестве игрока команды-соперника и был удалён на 71-й минуте за игру руками за пределами штрафной площади. 28 марта «Рединг» досрочно вернул из аренды Маккарти, успевшего сыграть за «Ипсвич» десять матчей.
13 апреля 2013 года Маккарти стал героем матча с «Ливерпулем», которой обошёлся без забитых голов. По ходу матча он отразил десять ударов по своим воротам и удостоился похвалы от тренеров обеих команд: Найджел Эдкинс назвал его игру «фантастической», а тренер «Ливерпуля» Брендан Роджерс — «ошеломительной».

### «Куинз Парк Рейнджерс»
В начале сезоне 2014/15 Маккарти вновь уступил место в воротах «Рединга» Федеречи. Летом 2014 года Алекс отказался от перехода «Ливерпуль», поскольку не захотел постоянно сидеть на скамейке запасных. Вместо этого он предпочёл перейти в более скромный клуб «Куинз Парк Рейнджерс», где рассчитывал выиграть конкуренцию у Роберта Грина и Брайана Мерфи и попасть в основной состав. За его переход, состоявшийся 28 августа, было заплачено около 3 млн фунтов стерлингов, личный контракт был подписан на четыре года. В «Рейнджерс» Маккарти не удалось стать основным вратарём, на протяжении почти всего сезона он был дублёром Грина. Алекс смог дебютировать за новый клуб 19 октября, когда подменил заболевшего Грина в матче с «Ливерпулем». Встреча завершилась счётом 3:2 в пользу мерсисайдцев. В следующий раз Маккарти вышел на поле 4 января в кубковом матчей с «Шеффилд Юнайтед», в котором вновь пропустил три гола. Вновь сыграть Алексу довелось только в мае, когда он заменил получившего травму Грина в матче с «Ньюкаслом». Он защищал ворота «Рейнджерс» и в последнем матче сезона против «Лестер Сити», в котором его команда была разгромлена со счётом 5:1, причём один из голов был забит после ошибки Маккарти. В сезоне 2014/15 «Куинз Парк Рейнджерс» заняли последнее 20-е место в турнирной таблице и вылетели из Премьер-лиги.

### «Саутгемптон»
1 августа 2016 года Маккарти перешёл в «Саутгемптон», заключив с клубом контракт на три года. Сумма трансфера составила около 4 млн фунтов стерлингов. В своём первом сезоне он был дублёром основного вратаря Фрейзера Форстера и не сыграл в Премьер-лиге ни одного матча. Дебют Алекса в первой команде состоялся 21 сентября 2016 года в матче Кубка Футбольной лиги против его бывшей команды, «Кристал Пэлас». Этот матч он «отстоял на ноль».
Сезон 2017/18 Маккарти также начинал в качестве запасного вратаря, однако частые ошибки Форстера вынудили тренера Маурисио Пельегрино дать Алексу шанс в основном составе. Свой первый матч за «Саутгемптон» в Премьер-лиге Маккарти провёл 30 декабря 2017 года против «Манчестер Юнайтед». Он сумел сохранить свои ворота в неприкосновенности, благодаря чему утвердился в качестве основного вратаря клуба. Маккарти провёл все оставшиеся 18 матчей сезона, в семи из них он не пропускал голов. Его уверенная игра позволила «Саутгемптону» сохранить по итогам сезона место в Премьер-лиге. Новый главный тренер клуба Марк Хьюз отметил, что «Алекс сыграл ключевую роль в прошедшем сезоне». Важную роль Маккарти отметили игроки и болельщики клуба, назвавшие его лучшим игроком «Саутгемптона» в сезоне, таким же званием его наградила газета Southern Daily Echo.
После успешного сезона интерес к Маккарти проявляли «Ливерпуль» и «Арсенал». Однако 27 июня 2018 года Алекс заключил со «святыми» новый контракт на четыре года. Несмотря на приход в «Саутгемптон» нового вратаря Ангуса Ганна, за которого было заплачено 13,5 млн фунтов, Маккарти сохранил за собой место основного вратаря и в сезоне 2018/19.

## Выступления за сборную
В марте 2009 года Маккарти вызывался в сборную Англии среди юношей до 19 лет. Он был запасным и за команду этой возрастной группы так и не сыграл.
В 2012 году Маккарти фигурировал в расширенном списке кандидатов в сборную Великобритании, которой предстояло участвовать в Олимпийских играх. Однако в финальный состав из восемнадцати игроков тренер Стюарт Пирс его не включил.
В национальную сборную Англии Маккарти впервые был вызван тренером Роем Ходжсоном в мае 2013 года на товарищеские матчи с командами Ирландии и Бразилии. Обе игры он провёл в запасе. В августе 2016 года Сэм Эллардайс вызвал Алекса на матч отборочного турнира к чемпионату мира со сборной Словакии. Эту игру он также провёл в запасе. В сборной вновь обратили внимание на Маккарти в августе 2018 года. Тогда тренер Гарет Саутгейт заявил, что лично понаблюдает за игрой вратаря в Премьер-лиге. 30 августа Маккарти был вызван в сборную на матчи с командами Испании и Швейцарии.

## Статистика выступлений
| Выступление          | Выступление       | Выступление       | Лига | Лига | Кубок Англии | Кубок Англии | Кубок лиги | Кубок лиги | Другие | Другие | Итого | Итого |
| Клуб                 | Лига              | Сезон             | Игры | Голы | Игры         | Голы         | Игры       | Голы       | Игры   | Голы   | Игры  | Голы  |
| -------------------- | ----------------- | ----------------- | ---- | ---- | ------------ | ------------ | ---------- | ---------- | ------ | ------ | ----- | ----- |
| Уокинг               | V                 | 2007/08           | 1    | 0    | —            | —            | —          | —          | —      | —      | 1     | 0     |
| Кембридж Юнайтед     | V                 | 2007/08           | 1    | 0    | —            | —            | —          | —          | —      | —      | 1     | 0     |
| Тим Бат              | VI                | 2008/09           | 2    | 0    | 2            | 0            | —          | —          | —      | —      | 4     | 0     |
| Олдершот Таун        | IV                | 2008/09           | 4    | 0    | —            | —            | —          | —          | —      | —      | 4     | 0     |
| Йовил Таун           | III               | 2009/10           | 44   | 0    | —            | —            | 1          | 0          | —      | —      | 45    | 0     |
| Брентфорд            | III               | 2010/11           | 3    | 0    | —            | —            | —          | —          | —      | —      | 3     | 0     |
| Рединг               | II                | 2010/11           | 13   | 0    | 2            | 0            | 0          | 0          | 0      | 0      | 15    | 0     |
| Рединг               | II                | 2011/12           | 0    | 0    | 0            | 0            | 1          | 0          | —      | —      | 1     | 0     |
| Лидс Юнайтед         | II                | 2011/12           | 6    | 0    | —            | —            | —          | —          | —      | —      | 6     | 0     |
| Ипсвич Таун          | II                | 2011/12           | 10   | 0    | —            | —            | —          | —          | —      | —      | 10    | 0     |
| Рединг               | I                 | 2012/13           | 13   | 0    | 0            | 0            | 1          | 0          | —      | —      | 14    | 0     |
| Рединг               | II                | 2013/14           | 44   | 0    | 0            | 0            | 0          | 0          | —      | —      | 44    | 0     |
| Рединг               | II                | 2014/15           | 0    | 0    | —            | —            | 1          | 0          | —      | —      | 1     | 0     |
| Рединг               | Итого за «Рединг» | Итого за «Рединг» | 70   | 0    | 2            | 0            | 3          | 0          | 0      | 0      | 75    | 0     |
| Куинз Парк Рейнджерс | I                 | 2014/15           | 3    | 0    | 1            | 0            | —          | —          | —      | —      | 4     | 0     |
| Кристал Пэлас        | I                 | 2015/16           | 7    | 0    | 0            | 0            | 0          | 0          | —      | —      | 7     | 0     |
| Саутгемптон          | I                 | 2016/17           | 0    | 0    | 0            | 0            | 2          | 0          | 0      | 0      | 2     | 0     |
| Саутгемптон          | I                 | 2017/18           | 18   | 0    | 5            | 0            | 0          | 0          | —      | —      | 23    | 0     |
| Саутгемптон          | I                 | 2018/19           | 8    | 0    | 0            | 0            | 0          | 0          | —      | —      | 8     | 0     |
| Саутгемптон          | Итого             | Итого             | 26   | 0    | 5            | 0            | 2          | 0          | 0      | 0      | 33    | 0     |
| Всего за карьеру     | Всего за карьеру  | Всего за карьеру  | 177  | 0    | 10           | 0            | 6          | 0          | 0      | 0      | 193   | 0     |